# New-britainsperwer
De new-britainsperwer (Tachyspiza brachyura) is een roofvogel uit de familie van de havikachtigen (Accipitridae). De soort werd in 1879 door Edward Pierson Ramsay geldig beschreven als Astur brachyurus. Het is een kwetsbare endemische soort in Papoea-Nieuw-Guinea.

## Kenmerken
De vogel is 27 tot 36 cm lang, zo groot als een gewone sperwer. Vrouwtjes zijn gemiddeld 20% groter dan mannetjes. De spanwijdte is 50 tot 62 cm. De vogel is van boven donker leigrijs, het donkerst op de kruin. Opvallend is een bruinrode band om de nek. Van onder is de vogel lichtgrijs tot wit op de keel, naar de flanken toe is er een bruinrode waas. De poten zijn opvallend lang en geel tot oranjegeel van kleur.

## Verspreiding en leefgebied
Het is een endemische soort van de eilanden Nieuw-Brittannië en Nieuw-Ierland (Bismarck-archipel). Over de ecologie van deze soort is weinig bekend. De meeste waarnemingen zijn gedaan in natuurlijk montaan bos tussen de 900 en 1800 meter boven zeeniveau.

## Status
De grootte van de wereldpopulatie werd in 2018 geschat op 1000 tot 2500 volwassen vogels. De soort gaat in aantal achteruit door voortgaande ontbossingen. Om deze redenen staat de new-britainsperwer als kwetsbaar op de Rode Lijst van de IUCN.